# Сервера, Кармен
Ка́рмен Серве́ра (исп. Carmen Cervera, полное имя Мари́я дель Ка́рмен Роса́рио Соледа́д Серве́ра Ферна́ндес (исп. María del Carmen Rosario Soledad Cervera Fernández); род. 23 апреля 1943, Сиджес) — испанская фотомодель и актриса

, коллекционер искусства, вдова Ханса Генриха Тиссена-Борнемисы.

## Биография
Дочь каталонца и уроженки Наварры, Кармен Сервера получила образование в частных школах Барселоны, Лондона и Швейцарии. Состояла в близких отношениях с французским певцом Джонни Холлидеем. В 1961 году завоевала титулы «Мисс Каталония» и «Мисс Испания» и приняла участие в конкурсе красоты «Мисс Мира».
В Голливуде Сервера познакомилась с Дином Мартином, Фрэнком Синатрой и Мэрилин Монро. С 1965 по 1972 год была замужем за Лексом Баркером. В 1970-е годы Серверу связывали романтические отношения с Аль Пачино.
В 1980-е и 1990-е годы снялась в нескольких кинолентах. Благодаря своему третьему браку с бароном Тиссеном Сервера стала коллекционером искусства. Благодаря усилиям Серверы в 1986 году состоялась первая выставка шедевров из коллекции Тиссена-Борнемисы в Национальной библиотеке Испании в Мадриде. Годом позже под влиянием Серверы Тиссен принял решение переместить свою коллекцию на территорию Испании. В 1992 году в Мадриде открылся Музей Тиссена-Борнемисы, впоследствии барон продал большую часть своей коллекции испанскому государству.
В 2011 году открылся Музей Кармен Тиссен в Малаге, в марте 2016 года открылся Музей Кармен Тиссен в Андорре. Коллекция искусства стала предметом продолжительного спора между Кармен и детьми Тиссена от предшествующих браков, завершившегося незадолго до смерти барона в 2002 году.